# Moftin
Moftin é uma comuna romena localizada no distrito de Satu Mare, na região histórica da Transilvânia. A comuna possui uma área de 125.25 km² e sua população era de 4208 habitantes segundo o censo de 2007.